# Щедрина, Валентина Никаноровна
Валентина Никаноровна Щедрина (28 мая 1927, Вербовичи, Гомельская область — 27 декабря 2008) — белорусская переводчица.
Окончила филологический факультет Белорусского государственного университета (1951), затем училась в аспирантуре Института языкознания Академии наук БССР. Работала редактором и школьным учителем, в 1952—1968 гг. сотрудник «Медицинской газеты».
В 1961 году дебютировала как переводчик белорусской прозы на русский язык. Основные работы — произведения Владимира Короткевича: романы «Колосья под серпом твоим» и «Чёрный замок Ольшанский», повести «Дикая охота короля Стаха», «Седая легенда» и др. Перевела также отдельные произведения Лидии Аробей, Елены Василевич, Миколы Гиля, Анатолия Кудравца, Кристины Лялько, Ивана Пташникова, Григория Семашкевича, Яна Скрыгана, Владимира Яговдика и других авторов. В 1968—1987 гг. занимала должность консультанта по белорусской литературе при правлении Союза писателей СССР.
Заслуженный работник культуры Белорусской ССР (1977).